# Cyathea decurrens
Cyathea decurrens là một loài thực vật có mạch trong họ Cyatheaceae. Loài này được (Hook.) Copel. mô tả khoa học đầu tiên năm 1929.